# Uganda alkotmánya
Mint minden más országban az alkotmány a társadalom működésével kapcsolatos érdekek és célok, az állam belső szabályozására és külkapcsolatára vonatkozó alapelvek betartását biztosítja.
Uganda jelenlegi alkotmányát 1995. október 8-án fogadta el az országgyűlés. Kimondja, hogy az ország köztársaság, amelyben az államfőnek nagy hatalma van, erős vétójoggal rendelkezik. A megszavazás után az elnöknek teljhatalmat adtak, mert féltek hogy a szélsőséges pártok felerősödhetnek. Tíz évre korlátozták is a pártok működését. 2005-ben egy népszavazás útján, visszaállították az eredeti rendszert; a pártok újra folytathatták működésüket, az elnök (saját beleegyezéssel) lemondott különleges jogairól, csökkentették hatalmát.

## Fordítás
- Ez a szócikk részben vagy egészben  a   Constitution of Uganda című angol Wikipédia-szócikk fordításán alapul.  Az eredeti cikk szerkesztőit annak laptörténete sorolja fel. Ez a jelzés csupán a megfogalmazás eredetét és a szerzői jogokat jelzi, nem szolgál a cikkben szereplő információk forrásmegjelöléseként.